# Hoplismenus rutilus
Hoplismenus rutilus är en stekelart som först beskrevs av Cresson 1864.  Hoplismenus rutilus ingår i släktet Hoplismenus och familjen brokparasitsteklar.

## Underarter
Arten delas in i följande underarter:
- H. r. borealis
- H. r. transversus